# An Dương Vương
An Dương Vương (fl. III secolo a.C.) è stato un sovrano vietnamita, fondatore della dinastia Thục di cui fu unico regnante dal 257 al 179 a.C.. Prima della fondazione della dinastia il suo nome era Thục Phán. Le informazioni riguardanti An Dương Vương provengono per lo più da racconti leggendari e popolari vietnamiti. Il suo regno fu conquistato dal comandante Triệu Đà della dinastia cinese Han..

## Storia
Il profilo storico di An Dương Vương e del suo regno provengono principalmente da interpretazioni storiche delle leggende popolari giunte fino a noi dai resoconti delle successive dinastie vietnamite (uno su tutti Đại Việt sử ký toàn thư, storia ufficiale del Vietnam redatta sotto la dinastia Lê). Thục Phán governava il regno di Thục, situato a nord del regno di Văn Lang, presieduto dalla dinastia Hồng Bàng. Dopo aver sconfitto l'ultimo re Hùng, nel 258 a.C. unificò il regno di Văn Lang con il regno di Thục e formò il nuovo regno di Âu Lạc con capitale a Cổ Loa, 35 chilometri a nord dell'attuale Hanoi e assunse il titolo di An Dương Vương. Riluttante a sottomettersi alla nuova dinastia cinese Han, che aveva sostituito la dinastia Qin, il comandante Trieu Da lo sconfisse e unì il regno di Âu Lạc alla Cina fondando il regno di Nam Viet (in cinese: Nan Yue; Nam significa "sud" mente Viet era il termine che i cinesi usavano per indicare le popolazioni a sud della Cina).

### La leggenda
Secondo la leggenda, An Dương Vương trovò non poche difficoltà a fortificare la capitale del suo nuovo regno, Cổ Loa. Per ben tre volte aveva messo in piedi un'imponente fortificazione e per tre volte questa era crollata di notte inspiegabilmente. An Dương Vương evocò gli dei per ottenere un aiuto, invano. Cosicché, un giorno incontrò un vecchio che gli disse: "Puoi contare sull'aiuto dell'ambasciatore delle Limpide Acque". Pochi giorni dopo, mentre era seduto in una barca sul fiume e pensava al significato di quelle parole, una tartaruga gigante apparve improvvisamente fuori dall'acqua. Invitata a palazzo, la tartaruga gli disse che la causa dei continui crolli delle fortificazioni erano gli spiriti delle montagne e che poteva contare sull'aiuto degli spirito delle acque. Con i consigli ricevuti dalla tartaruga, An Dương Vương riuscì finalmente a fortificare la città facendo diventare il suo un potente regno. La città fortificata prese il nome di Co Loa Thanh, la città delle conchiglie. Dopo diverso tempo, il re ringraziò la tartaruga e gli chiese consigli per il futuro, quando sarebbe rimasto nuovamente solo. La tartaruga gli donò quindi uno dei suoi artigli dicendogli che avrebbe dovuto utilizzarlo come freccia con la sua balestra e che in questo modo sarebbe stato invincibile, quindi sparì.
In quel tempo regnava in Cina Tần Thủy Hoàng, primo imperatore della dinastia Qin, che era riuscito a conquistare quasi tutti i territori a sud della Cina. Quando tentò di invadere Âu Lạc, An Dương Vương utilizzò in battaglia la sua balestra magica e ricacciò gli invasori. Tre anni dopo il generale cinese Triệu Đà provò ad invadere nuovamente il regno ma nulla poteva contro l'arma infallibile, così escogitò un piano. Mandò alla corte suo figlio Trọng Thủy, persona affabile e dai modi gentili. An Dương Vương ne restò piacevolmente colpito e gli diede in sposa sua figlia, la bellissima principessa Mỵ Châu. I due si sposarono e si amarono sinceramente. Quando la principessa gli fece vedere la balestra magica, Trọng Thủy la esaminò, ne fece una copia e sottrasse l'originale sostituendola con la copia. Quindi chiese il permesso alla moglie e al re di andare a fare visita al padre e partì, con la tristezza di stare tradendo la moglie. Ottenuta l'arma, Triệu Đà si mise in marcia alla volta di Cổ Loa. Quando ebbe la notizia della nuova invasione, An Dương Vương sorrise e pensò di far avvicinare il più possibile il nemico alla città per poi sconfiggerlo duramente con un attacco in massa dei suoi uomini e con l'aiuto finale della sua arma. ma Cổ Loa cadde facilmente nelle mani dell'invasore. Sconfitto, An Dương Vương e sua figlia scapparono e giunsero nei pressi del fiume dove incontrarono la tartaruga. Questa disse al re che il suo nemico si trovava proprio alla sua destra. Il re uccise la figlia e si lanciò nel fiume. Sul posto giunse poco dopo Trọng Thủy, alla ricerca della sua amata. Di fronte alla scena della moglie in una pozza di sangue, il giovane si suicidò con la sua stessa spada per restare vicino alla moglie per tutta l'eternità. Dopo l'annessione del regno di An Dương Vương, Triệu Đà creò un nuovo regno dando il via alla dinastia Triệu (207-111 a.C.).